# Jack & Diane
Jack & Diane è un brano musicale rock del 1982 scritto ed interpretato dal cantautore statunitense John Mellencamp, all'epoca pubblicato come singolo a nome John Cougar. Il brano fa parte del quinto album in studio dell'artista, ossia American Fool.

## Tracce
- 7"

1. Jack & Diane
2. Can You Take It